# Fântânele (gmina Teslui)
Fântânele – wieś w Rumunii, w okręgu Dolj, w gminie Teslui. W 2011 roku liczyła 133 mieszkańców.